# عمر فدی
عمر فدی (عبری: עומר פדי‎؛ زادهٔ ۲۵ مارس ۲۰۰۰) تهیه‌کننده موسیقی، گیتاریست، ترانه‌پرداز و موسیقی‌دان اهل اسرائیل است. او در ترانه‌سرایی و تهیه‌کنندگی «مونترو (مرا با نامت صدا کن)» از لیل ناز اکس و «نامقدس» از سم اسمیت و کیم پتراس همکاری داشته است که هر دوی آنها به جایگاه شماره یک بیلبورد هات ۱۰۰ رسیدند. او در فهرست «بهترین تهیه‌کنندگان هیپ هاپ سال ۲۰۲۰» توسط مجلهٔ ایکس‌ایکس‌ال قرار گرفت. او همچنین جایزه و نامزدی در مراسم‌های مختلف جوایز از جمله جوایز گرمی و جوایز موسیقی آی‌هارت‌رادیو دریافت کرده است.